# Hugo Meisl
Hugo Meisl (Malešov, 16 de noviembre de 1881-Viena, 17 de febrero de 1937) fue un futbolista, entrenador y dirigente austríaco.
Fue uno de los mayores representantes del fútbol en Austria en la primera mitad del siglo XX. Destacó en especial por ser el director técnico de la selección austríaca entre 1919 y 1937, incluyendo la etapa del Wunderteam que disputó la Copa Mundial de 1934. Se le considera uno de los técnicos más influyentes de la época junto al inglés Herbert Chapman y el italiano Vittorio Pozzo.
También ayudó a la creación de torneos como la Copa Mitropa y la Copa Internacional de Europa Central, y fue un reconocido impulsor de la profesionalización del fútbol. Ayudó en la fundación de la Federación Austríaca de Fútbol, en la que ocupó la secretaría general, y fue dirigente de la FIFA.

## Biografía
Nació en 1881 en una familia de comerciantes judíos originaria de Bohemia (actual República Checa). Desde pequeño mostró gran facilidad para aprender idiomas. La rapidez con la que asimiló el idioma alemán hizo que sus padres le enviasen a Viena para completar sus estudios superiores, centrados en el mundo de los negocios. Allí aprendió otras lenguas como el inglés, el español, el francés y el italiano, algo que favoreció posteriormente su carrera profesional como dirigente deportivo.
En 1895 ingresó en el Vienna C. F. C., el primer club de fútbol creado en el país y en el que permaneció hasta 1900. En aquella época lo compatibilizaba con una prometedora carrera en la entidad bancaria Länderbank, pero renunció a ella para volcarse en el desarrollo de este deporte. En 1904 ayudó al establecimiento de la Federación Austríaca de Fútbol (ÖFB), de la que asumió la secretaría general. Al frente de la ÖFB impulsó su ingreso en la FIFA y se ofreció para albergar el congreso de 1908. Compatibilizó ese cargo con el arbitraje desde 1905 hasta 1912, cuando pasó a entrenar al FK Austria Viena.
El 22 de diciembre de 1912 se convirtió en el seleccionador de Austria, con tan solo 31 años. En 1914 tuvo que dejarlo para combatir durante la Primera Guerra Mundial y cedió el puesto a su ayudante Heinrich Retschury, pero retomó el control cinco años después. Meisl trasladó al combinado nacional el estilo de juego implementado por Jimmy Hogan, centrado en pases rápidos y juego a ras de césped. Su mejor etapa al frente se dio en la década de 1930 con el apodado Wunderteam, una generación liderada por el atacante Matthias Sindelar. Desde abril de 1931 hasta diciembre de 1932 cosechó una racha de 14 encuentros invictos, con 11 victorias y tres empates, en los que se dieron abultados marcadores como un 0:6 frente a Alemania y un 8:2 ante Hungría. Además, se proclamó campeón de la Copa Internacional de Europa Central de la temporada 1931-32. La trayectoria se cortó en Stamford Bridge con una derrota por 4:3 contra Inglaterra.
En todo ese tiempo compatibilizó su carrera en el banquillo con los despachos de la ÖFB. En 1924 convirtió la Primera División de Austria en la primera liga profesional del Viejo Continente. Y en 1927 impulsó la creación del primer torneo europeo entre clubes (Copa Mitropa) y entre selecciones, la Copa Internacional de Europa Central.
En la Copa Mundial de Fútbol de 1934 se mantuvo al frente y su país partía entre los favoritos para llevarse el título. Austria derrotó a Francia y Hungría y llegó hasta semifinales, pero fue eliminado por la anfitriona Italia (0:1), dirigida por su amigo y rival Vittorio Pozzo. El combinado acusó el desgaste físico y en el encuentro por el tercer puesto fue derrotada por Alemania (3:2). Su último torneo internacional fueron los Juegos Olímpicos de Berlín 1936; el país llegó hasta la final pero de nuevo los italianos le derrotaron, esta vez por 2:1, así que tuvieron que conformarse con la medalla de plata.
Meisl falleció el 17 de febrero de 1937 en Viena por un paro cardiorrespiratorio.